# Keynesianisme
Keynesianisme er en makroøkonomisk tankegang, der er baseret på økonomen John Maynard Keynes' idéer. Keynesianske økonomer mener, at den private sektors beslutninger sommetider fører til ineffektive makroøkonomiske resultater, og derfor anbefaler de aktive politiske reaktioner fra den offentlige sektor, herunder pengepolitiske tiltag fra centralbanken og finanspolitiske tiltag fra regeringen for at stabilisere konjunktursvingninger. Teorierne, der danner basis for keynesianismen, blev første gang præsenteret samlet i Keynes' hovedværk The General Theory of Employment, Interest and Money, der blev udgivet i 1936.
Keynes' ideer kom under den store depression i 1930'erne og vandt stor udbredelse blandt tidens økonomer, da de syntes at kunne forklare krisens årsager og måder at bekæmpe den på mere overbevisende end den hidtidige neoklassiske ortodoksi. Efter 2. verdenskrig blev Keynes' teorier i en periode enerådende inden for makroøkonomi, og som en del af den neoklassiske syntese dominerede de økonomisk tænkning indtil 1970'erne.
Her kom de traditionelle keynesianske tankegange og modeller i stigende grad til kort, både mht. at kunne forklare stagnationen efter oliekrisen i 1973. Samtidig blev de kritiseret af især nyklassikerne for en inkonsistent tankegang (bl.a. den såkaldte Lucas-kritik). Det førte efterhånden til, at den traditionelle keynesianisme kom i miskredit hos mange økonomiske forskere.
Som reaktion herpå opstod i 1980'erne nykeynesianismen, som på flere måder overtog de nyklassiske økonomers metoder og tænkning, men supplerede den med en tro på det centrale i keynesiansk tankegods: At priserne i en økonomi er ret ufleksible på kort sigt og derfor kun tilpasser sig langsomt efter et negativt eller positivt stød. Ifølge nykeynesianerne er økonomien derfor ikke selvregulerende, men præget af forskellige markedsfejl og kræver derfor intelligent politisk indgriben for blandt andet at dæmpe konjunktursvingninger.
I løbet af 1990'erne opstod efterhånden den nye neoklassiske syntese, der fusionerede tanker fra nyklassikere og nykeynesianere og i dag fremstår som hovedindholdet i mainstream-økonomi, som faget undervises i på de fleste læreanstalter. Mens nykeynesianerne således er en del af hovedstrømningen i dag, eksisterer der sideløbende en postkeynesiansk tilgang, der bygger på en mere bogstavelig videreførelse af Keynes' oprindelige tanker og optræder som en klart heterodoks økonomisk tankegang, i opposition til den mere etablerede mainstream.